# 阿爾特費爾德格拉本河
49°49′18″N 9°34′43″E / 49.821690°N 9.578741°E
阿爾特費爾德格拉本河（德語：Altfelder Graben），是德國的河流，位於該國東南部，由巴伐利亞負責管轄，屬於美因河的右支流，河道全長2.8公里，流域面積2.5平方公里。